# اولی دیای
اولی دیای (انگلیسی: Ouleye Dieye؛ زادهٔ ۹ ژانویهٔ ۱۹۸۶) بازیکن فوتبال است.
وی همچنین در تیم ملی فوتبال Senegal بازی کرده‌است.